# بیمارستان عمومی کاردیناله جیووانی پانیکو
بیمارستان عمومی کاردیناله جیووانی پانیکو (به ایتالیایی: Cardinale Giovanni Panico General Hospital) یک بیمارستان در ایتالیا است که در تریکازه واقع شده است.